# Аберкарн
Аберка́рн (англ. Abercarn, валл. Abercarn) — малый город в современном городе-графстве Кайрфилли на территории исторического графства Монмутшир, к северо-западу от города Ньюпорт на трассе А467.

## История
После того, как в этом районе был обнаружен уголь, здесь стали развиваться угледобывающая и металлургических промышленность. 11 сентября 1878 года, во время взрыва на шахте «Принц Уэльский» погибли 268 шахтёров. Ныне все шахты закрыты. Аберкарн расположен в середине долины реки Эббуи на юго-востоке некогда великой горной области Гламоргана и Монмутшира.
Некогда этот район был частью сельского округа Миниддислвин в историческом графстве Монмутшир. В конце XIX века здесь возник рабочий посёлок шахтёров. В 1892 году в Аберкарне было учреждено местное самоуправление, а в 1894 году он получил статус городского округа, в который вошли три общины — Аберкарн, Крамлин и Ньюбридж.  Тогда же был сформирован городской совет из двенадцати членов.
Согласно Закону о местном самоуправлении от 1972 года городской округ Аберкарн был упразднён в 1974 году, став частью городка Ислвин в Гвенте. В 1996 году местное самоуправление было восстановлено. Город вошёл в состав графства Кайрфилли.

## Галерея

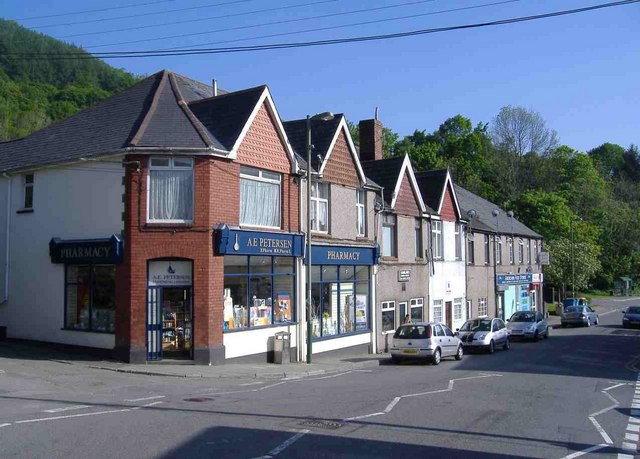
Хай-стрит
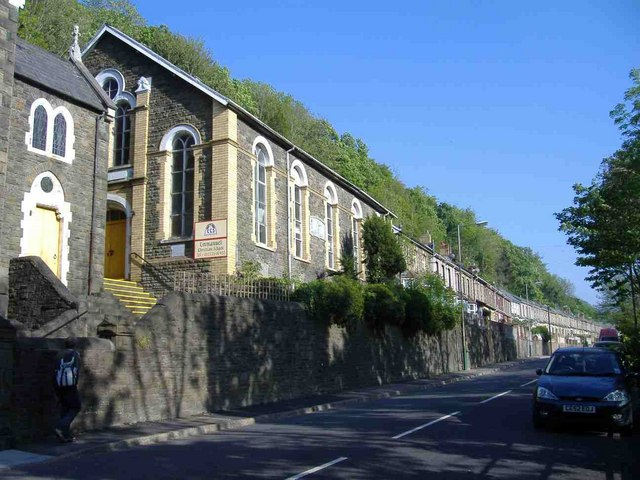
Ньюпорт-роуд
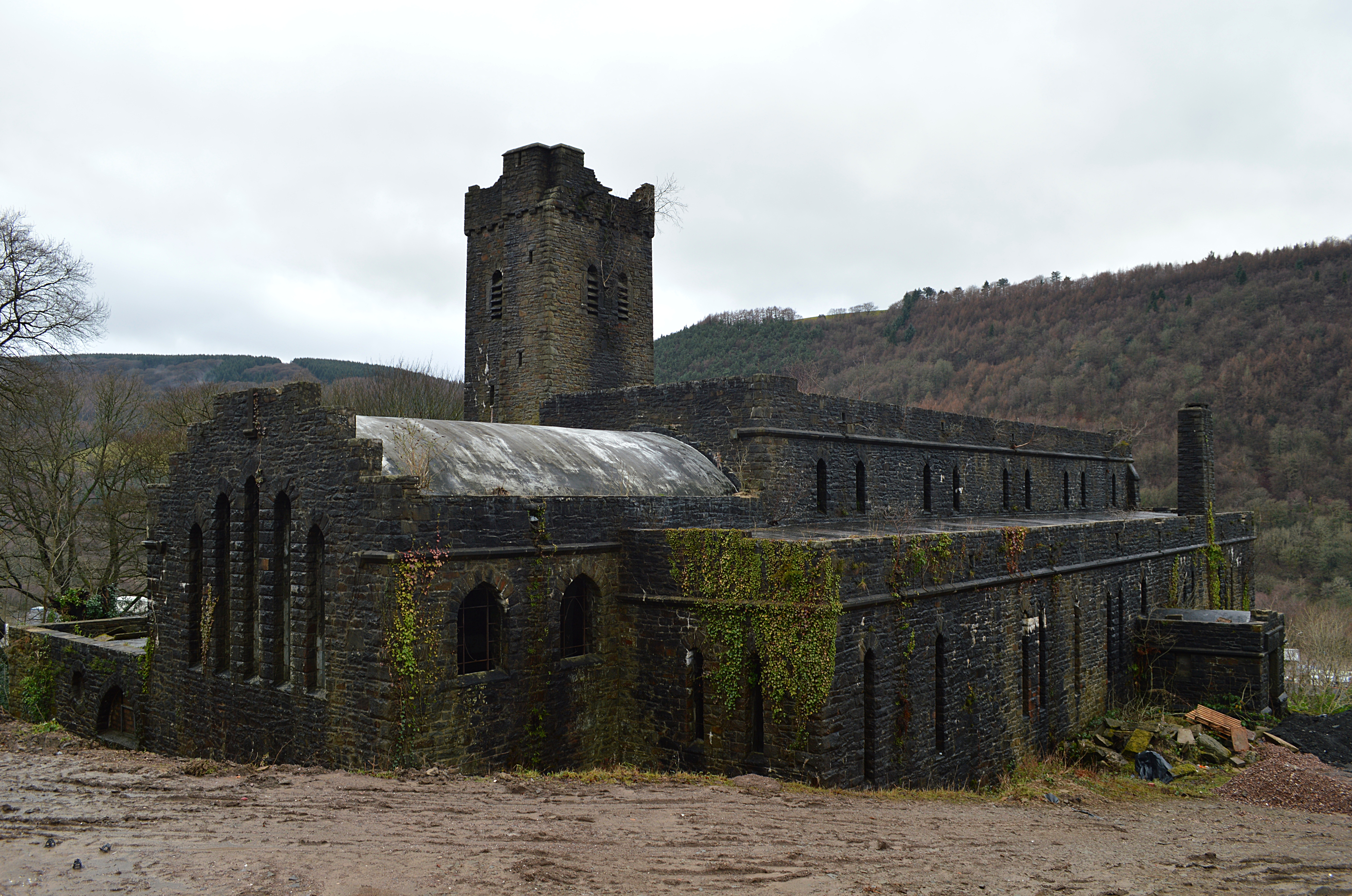
Заброшенная церковь
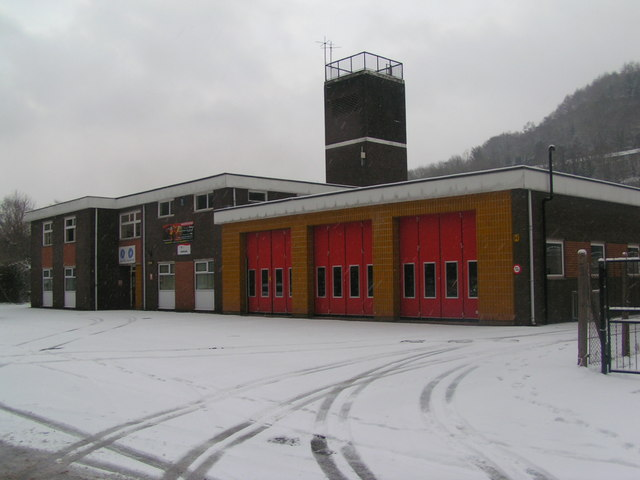
Пожарное депо